# Ça colle
Ça colle è un film del 1933 diretto da Christian-Jaque.

## Trama
Due amici decidono di tappezzare con la carta da parati una sala da pranzo di uno di loro. Il risultato però non è venuto proprio bene.